# カルトレイン
カルトレイン (Caltrain) とは1987年に創業した、アメリカ合衆国カリフォルニア州のサンフランシスコを始発とし、ギルロイ (Gilroy) までの約77マイル（約124キロメートル）を結んでいる郊外向けの通勤列車である。2024年9月21日の電化工事完成に伴い運行を開始した。
ダブルデッカー車両の7両編成で運行されている。
カルトレインでは、平日の朝夕の通勤時間帯に急行「Express」と「Limited」と呼ばれる準急列車を運行しており、急行を利用する事でサンフランシスコ - サンノゼ間を最短1時間少々で行き来できるようになっている。週末は普通しか運行されず、本数も一時間二本に激減する。
ゾーン5とゾーン6は、平日のみ朝方ギルロイ発4本、夕方ギルロイ行き4本（2024年現在）のピストン運転のみ、サンノゼ駅で電気列車の対面乗り換えが必要。週末はこの区間の運行はなく、利用の際は注意が必要。

## 沿革

### サザン・パシフィック鉄道の半島通勤輸送

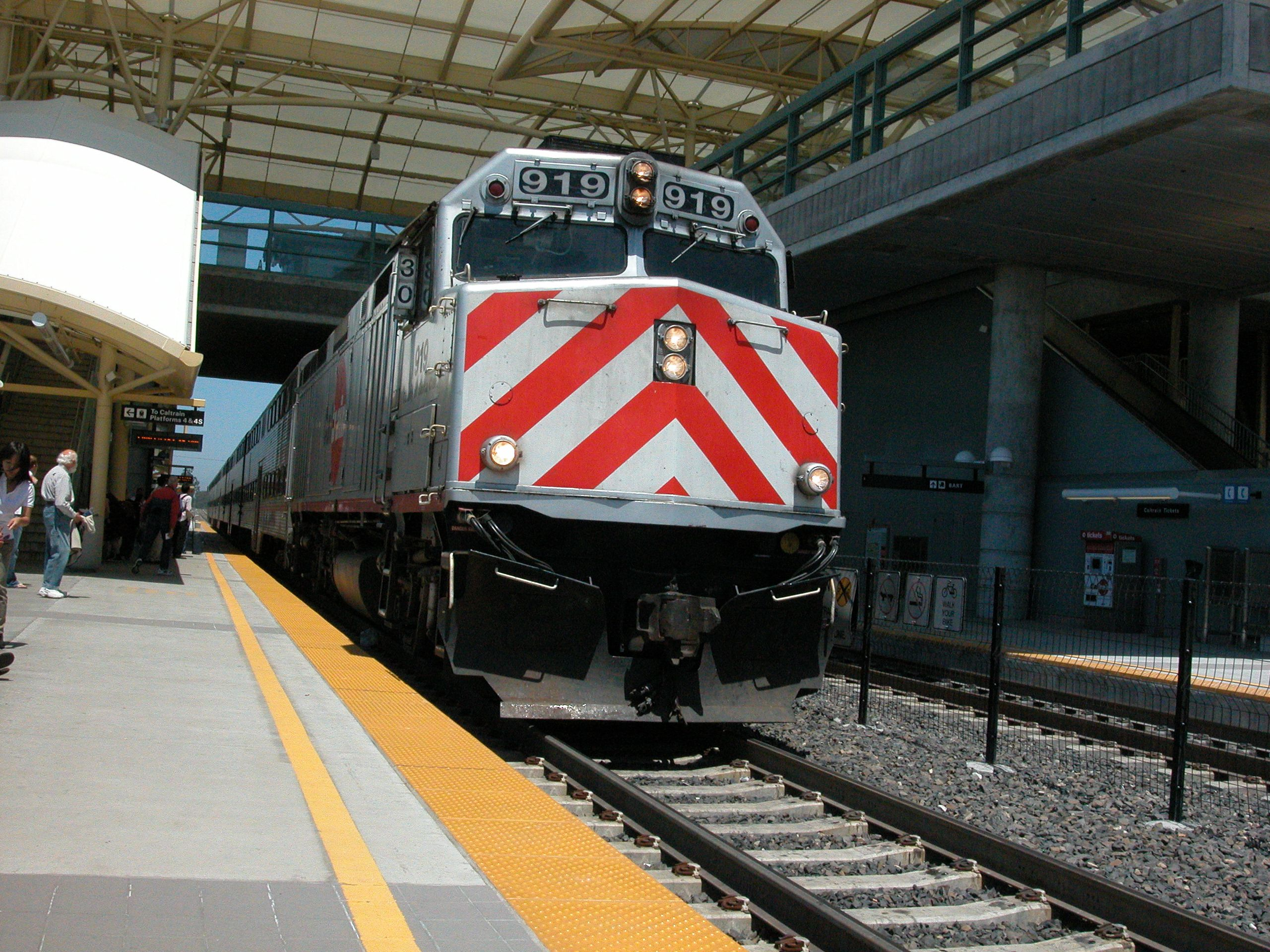
カルトレインの標準車両

サンフランシスコ半島の鉄道の歴史は、大陸横断鉄道の歴史より古く、サンフランシスコ - サンノゼは1863年に開業している。当初はサンフランシスコ・サンノゼ鉄道が運行していたが、この会社は1870年にサザン・パシフィック鉄道に買収された。
この路線は通勤路線としての歴史も古く、20世紀初頭には10往復前後の列車運行が行われていた。1904年には複線化が行われ、第二次世界大戦中には輸送量はピークに達した。
サザンパシフィック鉄道は地域輸送に不熱心で、ロサンゼルスやオークランド、オレゴン州内の近郊輸送は1940年代までにバス化されたが、この区間は例外的にPeninsula Commuteという列車を走らせ通勤鉄道として存続した。しかしながら、赤字は避けられず、1977年、サザンパシフィック鉄道は州公益事業委員会に廃止の請願書を提出した。

### カルトレインの登場
これを受けて、沿線地域の自治体によりカルトレインの運行事務局が設立され、1980年代にはサザン・パシフィック鉄道に運行補助が行われるようになった。運行事務局は車両や駅の、シャトルバスの運行を行い、カルトレインの名称を定着させた。
1987年には運行事務局は拡大し、半島回廊線運営委員会（Peninsula Corridor Joint Powers Board, 略称PCJPB）が設立され、州と沿線自治体の資金援助によって1991年路線運行権の買収が行われた。これ以降、カルトレインの運営は、運営委員会が一手に引き受ける事になった。
運営委員会の買収後、1995年7月には車椅子への対応、その5か月後には自転車の積み込み可能台数の増加が図られた。1998年にはサンフランシスコ市営鉄道のミュニ・メトロ線の延伸により、カルトレインとミュニ・メトロ線の乗換えが可能になった。2000年代初頭には道路との立体交差化などの安全工事が行われ、2003年6月にはBARTの延伸により、ミルブレー駅での両路線の乗換えが可能になっている。

### 電化計画

カルトレインと接続する路線図

2020年後半にはサンノゼ・サンフランシスコ間の鉄道の電化が計画されている。電化工事の完了は2022年4月の予定であったが、2021年現在2024年後半の開業を予定している。車両はシュタッドラー・レールのKISSに置き換わる予定である。また、カリフォルニア高速鉄道開通時には、全区間が複々線となり、始発駅も1.3マイル延伸されTransbay Terminalに移される予定である。2024年8月10日より電車による運行が開始された。2024年9月までに全ての列車が電車による運行に置き換わる予定である。
2024年9月21日より全ての列車が電車による運行に置き換わった。

## データ
- 移管開業年：1987年
- 路線距離（営業キロ）：約124.6km (77.4mi)
- 軌間：1435mm（標準軌、4 ft 8½ in）
- 最高速度：約127km/h (79mph)
- 複線区間：全線複線、一部複々線区間有り
- 電化区間：電化（サンフランシスコ - タミエン間）
- 運賃制度：ゾーン制
- 駅数：全32駅（起終点駅含む）
- ダイヤ本数：平日107本（内急行16本、準急16本、非電化シャトル8本）、週末ダイヤ66本
- 利用者数：59,132人/日 (2016年,平日)[12]
- 車両数[13]
  - 機関車：全29両(各機には名称が付く。900号機はSan Francisco、901号機はSan Joseなど）
  - 客車：全134両(93両が日本車両製、新型はボンバルディア製は41両)編成内一箇所にトイレがある。

## 運賃

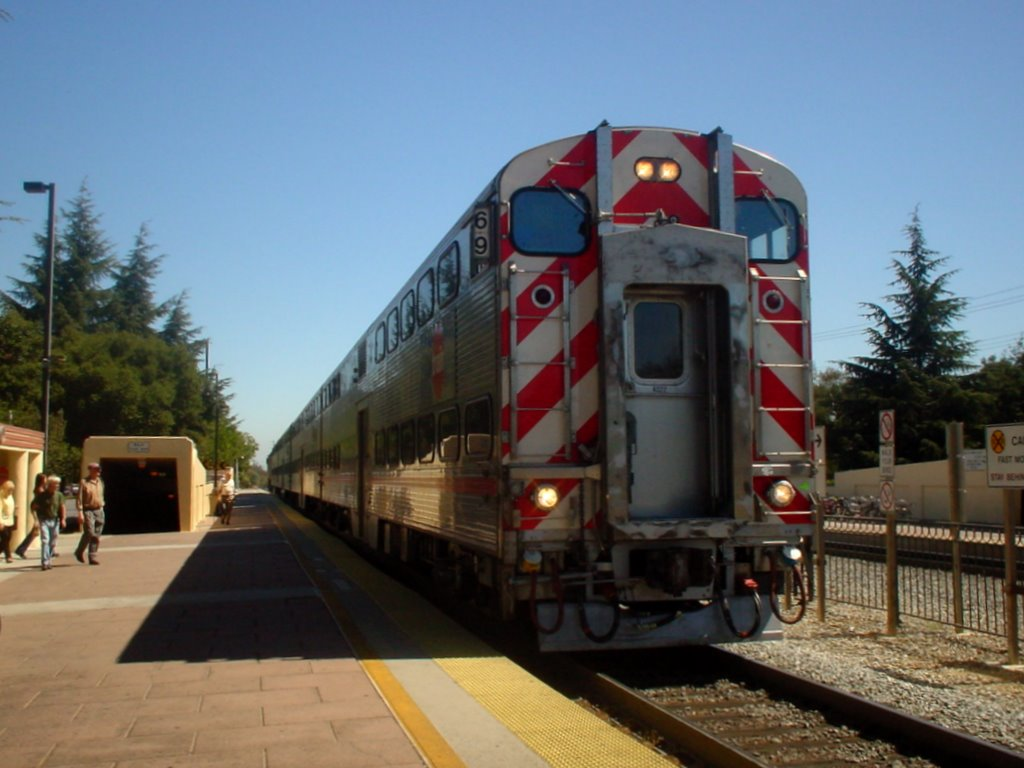
一般型客車のサンフランシスコ寄り先頭車

運賃は区間制で、乗車する駅と降車する駅のゾーン (Zone) の違いで計算される。因って、隣同士の駅であっても、同一ゾーンの場合と、2ゾーンの場合で、運賃の相違がある。下記にある括弧内は、Zone1に位置するサンフランシスコ（下記ではSFと示す）から他駅のZoneまでの料金の例である。上りと下りによる料金の違いはない。通常は自動券売機にて現金またはクレジットカードで切符を購入することができる。現在信用乗車方式をとっているため、車内での切符の販売はない。日本のような電車に乗るときの改札はなく、切符を購入した後そのまま列車に乗車できる。
非接触ICカードのクリッパーカード(Clipper Card)も利用できる。その際は、運賃が割り引かれる。
以前は、各駅を出発後に車掌が車内検札と乗車券の車内販売（券売機のある駅から無札乗車した場合は、3ドルの追加料金が必要）を行い、確認された行き先のゾーンを色で示すチッキを、日本車両製造の客車（ギャラリーカー）にあっては、一階席は座席の上のクリップに、二階席は通路足下にあるクリップに挟んでいた。現在は車掌の検札が廃止され、乗客は必ず乗車前に乗車券を購入しなければならない規則となっている。抜き打ち的に係員(Fare Inspector)が検札をすることもあり、この時に有効な切符などを持っていないと罰金(450ドルと車内掲示あり)と身柄拘束の対象になる。
2019年5月7日現在の普通大人運賃:きっぷ運賃(他にICカード運賃の設定もある)
- 発着駅がゾーン内の場合 (SF - Zone1) ：$3.75
- 発駅と着駅の間が1ゾーンまたがるとき (SF - Zone2) ：$6.00
- 発駅と着駅の間が2ゾーンまたがるとき (SF - Zone3) ：$8.25
- 発駅と着駅の間が3ゾーンまたがるとき (SF - Zone4) ：$10.50
- 発駅と着駅の間が4ゾーンまたがるとき (SF - Zone5) ：$12.75
- 発駅と着駅の間が5ゾーンまたがるとき (SF - Zone6) ：$15.00

実際に自動販売機で購入の際は駅がzoneに分類されており、出発の駅のzone,到着の駅のzoneを選ぶことで運賃が自動的に計算される。
例えば、マウンテンビューからメンローパークへ行く場合は、発着駅が両方とも同じZoneにあるので料金は$3.25、レッドウッドシティからサンノゼへ行く際は、駅が発駅・着駅とで2ゾーンまたがっているので料金は$7.25、という具合である。
カルトレインの運賃収入は運用コストの約51%である。

## 車内WiMAX計画
カルトレインは2006年7月31日、ミルブレーからパロアルト間を走行中の列車内で、WiMAXを用いたワイヤレスインターネット接続試験に成功したと発表した。カルトレインによると、近い将来列車走行中でもインターネットに接続できるようにする予定であったが、計画の見通しは不明である。
「ベイビーブレット」の車内には向かい合わせ座席テーブルの下に電源が備わっており、通勤中にラップトップコンピューターで仕事をする乗客もしばしば見受けられる。

## 駅一覧

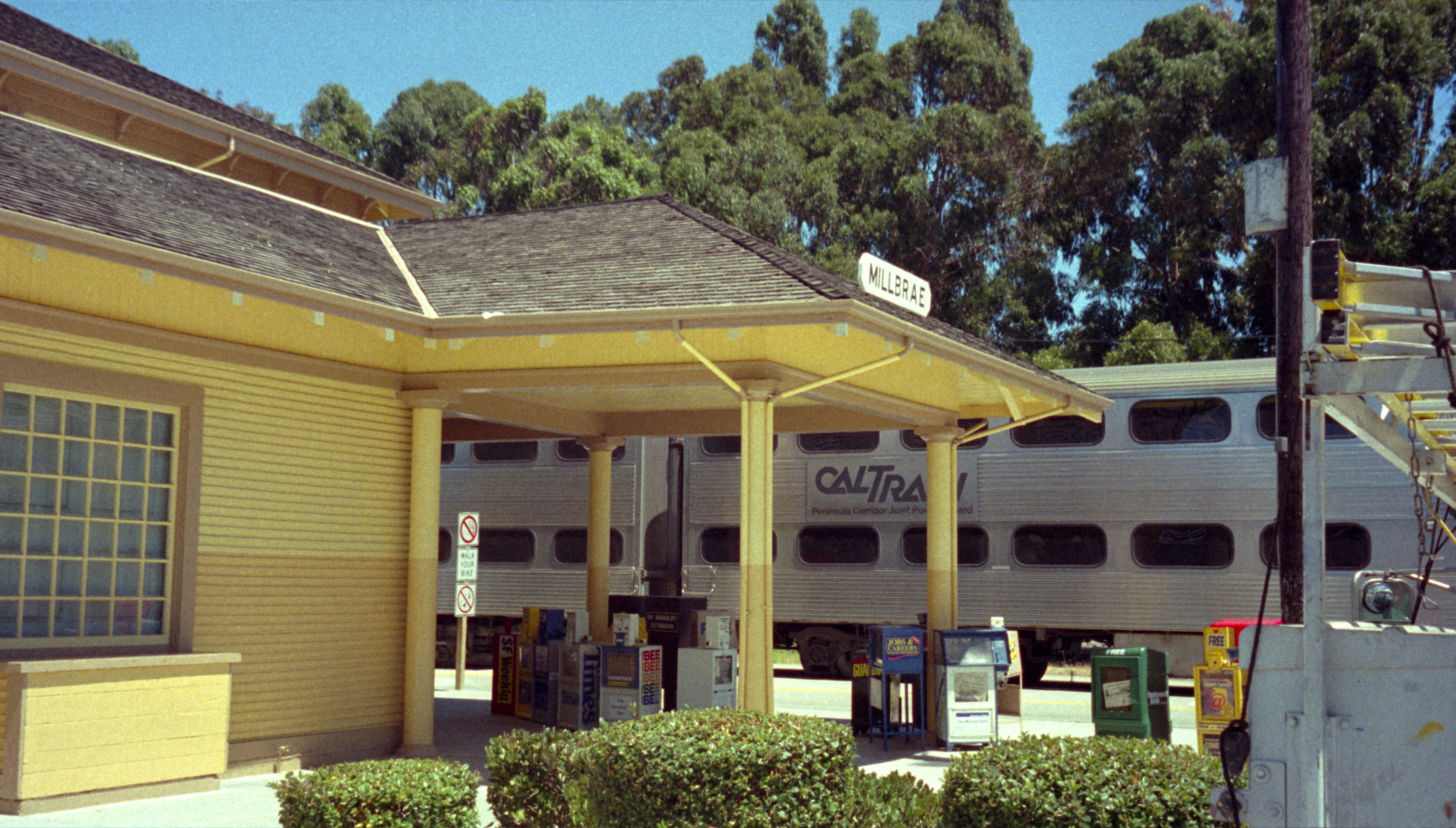
改装前のミルブレー駅

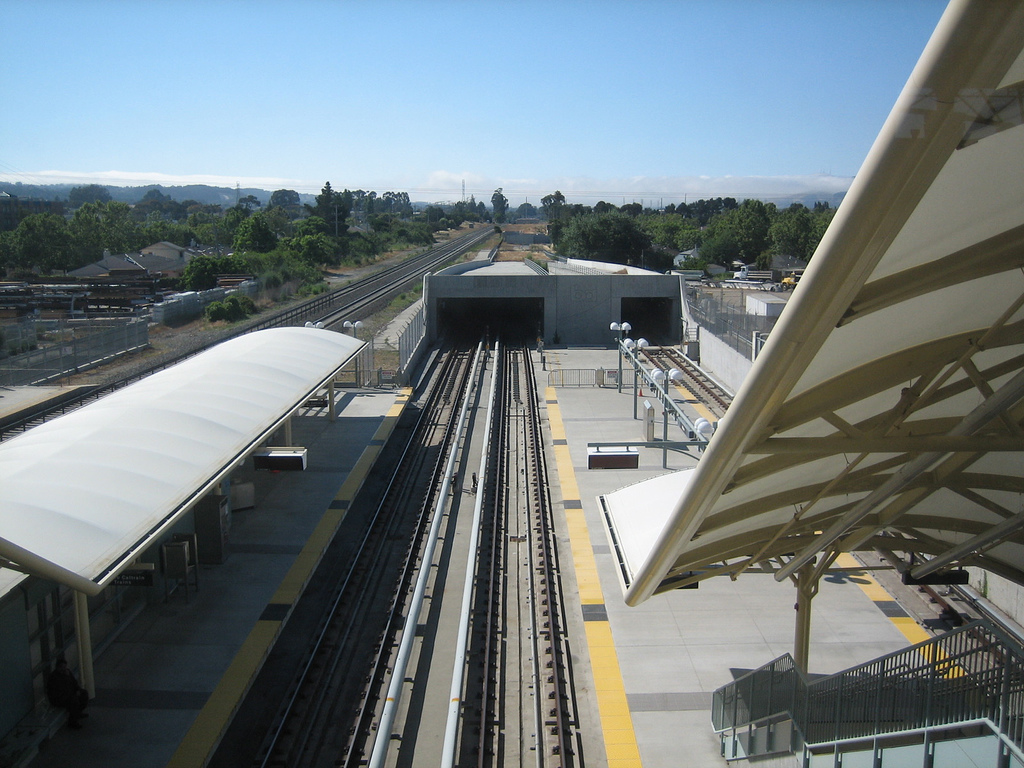
改装後のミルブレー駅

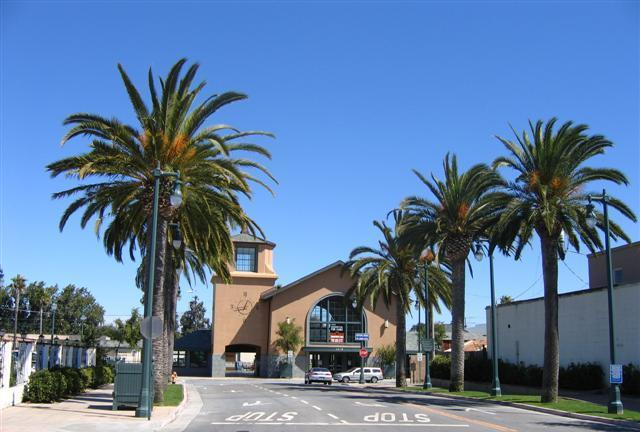
サンマテオ駅

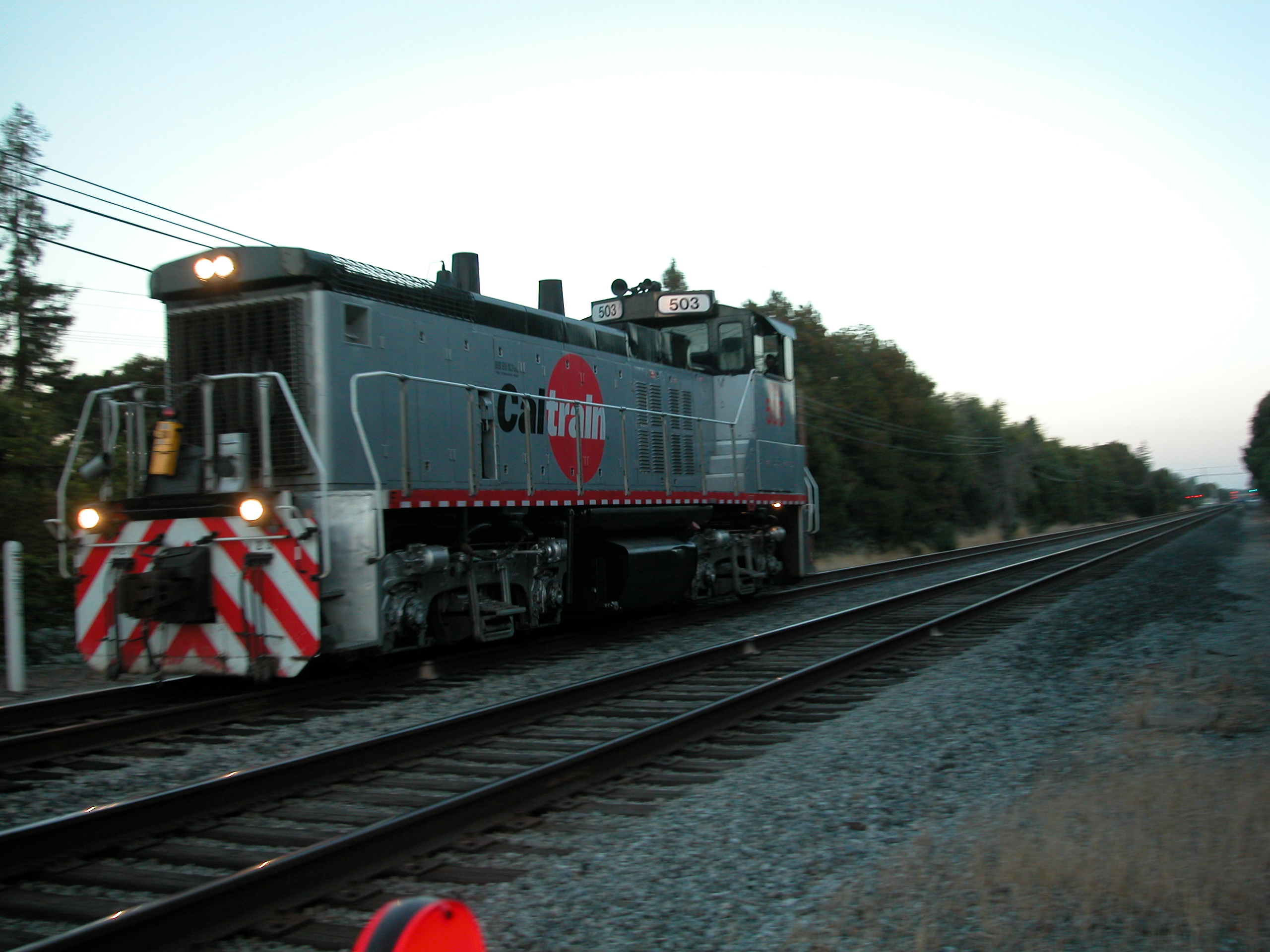
カルトレインの事業用機関車

2024年9月電気化で急行「Express」と準急「Limited」の停車駅はパターンが統一しました。急行「Express」の停車駅は4番＆キング、22番ストリート、サウスサンフランシスコ、ミルブレー、サンマテオ、ヒルズデール、レッドウッドシティ、パロアルト、マウンテンビュー、サニーベール、サンノゼ・ディリドン。準急「Limited」はサンフランシスコとレッドウッドシティ間は急行運転で、レッドウッドシティとサンノゼ間は各駅停車（二駅除く）します。また、タミエン以南は非電化のままなので、従来の運転系統はサンノゼ駅で分断されており、気勤車で区間運転に、朝四本ギルロイ発サンノゼ行きと夕四本サンノゼ発ギルロイ行きは、それぞれサンノゼで電気列車の急行や準急を対面接続します。
ほとんどの駅は無人で駅舎もなく、バスの停留所程度の雨風よけのシェルターのみを備える駅が多い。ただしバーリンゲームやサンマテオのようにサザン・パシフィック鉄道時代の駅舎をそのまま活用している場合や、ミルブレーのように大規模改修によって立派な駅舎が出来た駅もある。「駅前商店街」も皆無であり、マウンテンビューやサンマテオのように昔からの市街地の中心に駅がある場合や、ヒルズデールのようにたまたま駅前に大型ショッピングセンターがあるなどの例外を除くと、わずかにサニーベールなどの大きい駅で朝にドーナツやコーヒーを売る屋台が見られるだけである。発券は駅の自動券売機で行うが、改札は無い信用乗車方式。郊外の自宅から車で駅までやってきてカルトレインで市街の仕事場に通勤する「パークアンドライド」の乗客のために、駅前に大きな駐車場がある。駐車料金は無料（タミエン）からせいぜい終日数ドルで、駅に備え付けの自動券売機で乗車券と一緒に購入することができる。購入時に駐車したスペースの番号を入力することになるため、車から離れる際にこの番号を確認しておく必要がある。
プラットフォームは、日本のように客車の床面と同じ高さではなく地面より少し高い程度からドアのステップを登る造りである。車椅子の乗客のために、各駅に一段高い乗車場所があり、車掌が渡り板を操作する。
列車が駅に近づくと、汽笛やカウベルを鳴らすとともに前照灯を点滅させて注意を促すところは、日本では見られない光景である。
凡例
●：全列車停車、▲：一部普通のみ停車、◆：通勤時間帯のみ片方向で気勤車が区間運転、｜：全列車通過
| ゾーン                             | 距離 （マイル） | 普通[Local] | 急行[Express] | 準急[Limited] | サウス・カウンティ・コネクター[South County Connector] 気勤車 | 駅 |
| 1                                  | 0.2             | ●           | ●             | ●             |                                                               | サンフランシスコ4番＆キングストリート (4th & King Streets, San Francisco) Muniに接続                            |
| 1                                  | 1.9             | ●           | ●             | ●             |                                                               | サンフランシスコ 22番ストリート (22nd St., San Francisco)                                                       |
| 1                                  | 5.2             | ●           | ｜            | ｜            |                                                               | ベイショア (Bayshore)                                                                                           |
| 1                                  | 9.3             | ●           | ●             | ●             |                                                               | サウスサンフランシスコ (South San Francisco)                                                                    |
| 1                                  | 11.6            | ●           | ｜            | ｜            |                                                               | サンブルーノ (San Bruno)                                                                                        |
| 2                                  | 13.7            | ●           | ●             | ●             |                                                               | ミルブレー (Millbrae) BARTに接続、BARTを経由してサンフランシスコ国際空港へ接続                                  |
| 2                                  | 15.2            | ▲           | ｜            | ｜            |                                                               | ブロードウェイ (Broadway) 土休日のみ停車                                                                        |
| 2                                  | 16.3            | ●           | ｜            | ｜            |                                                               | バーリンゲーム (Burlingame)                                                                                     |
| 2                                  | 17.9            | ●           | ●             | ●             |                                                               | サンマテオ (San Mateo)                                                                                          |
| 2                                  | 19.1            | ●           | ｜            | ｜            |                                                               | ヘイワードパーク (Hayward Park)                                                                                 |
| 2                                  | 20.3            | ●           | ●             | ●             |                                                               | ヒルズデール (Hillsdale)                                                                                        |
| 2                                  | 21.9            | ●           | ｜            | ｜            |                                                               | ベルモント (Belmont)                                                                                            |
| 2                                  | 23.2            | ●           | ｜            | ｜            |                                                               | サン・カルロス (San Carlos)                                                                                     |
| 2                                  | 25.4            | ●           | ●             | ●             |                                                               | レッドウッドシティ (Redwood City)                                                                               |
| 3                                  | 28.9            | ●           | ｜            | ●             |                                                               | メンローパーク (Menlo Park)                                                                                     |
| 3                                  | 30.1            | ●           | ●             | ●             |                                                               | パロアルト (Palo Alto)                                                                                          |
| 3                                  | 30.8            | ▲           | ｜            | ｜            |                                                               | スタンフォードスタジアム (Stanford Stadium) イベント時のみ停車                                                  |
| 3                                  | 31.8            | ●           | ｜            | ●             |                                                               | カリフォルニアアベニュー (California Ave.)                                                                      |
| 3                                  | 34.1            | ●           | ｜            | ●             |                                                               | サンアントニオ (San Antonio)                                                                                    |
| 3                                  | 36.1            | ●           | ●             | ●             |                                                               | マウンテンビュー (Mountain View) VTAライトレールに接続                                                          |
| 3                                  | 38.8            | ●           | ●             | ●             |                                                               | サニーベール (Sunnyvale)                                                                                        |
| 4                                  | 40.8            | ●           | ｜            | ●             |                                                               | ローレンス (Lawrence)                                                                                           |
| 4                                  | 44.7            | ●           | ｜            | ●             |                                                               | サンタクララ (Santa Clara) アルタモント通勤急行 (ACE) に接続、VTA のバスrt.10を利用して、サンノゼ国際空港へ接続 |
| 4                                  | 46.3            | ▲           | ｜            | ｜            |                                                               | カレッジパーク (College Park) 上り二本、下り二本のみ停車                                                        |
| 4                                  | 47.5            | ●           | ●             | ●             | ◆                                                             | サンノゼ (San Jose Diridon) Amtrak、ACE、VTAライトレールに接続                                                  |
| 4                                  | 49.1            | ▲           |               |               | ◆                                                             | タミエン (Tamien) VTAライトレールに接続 一部普通のみ停車                                                        |
| 平日通勤時間帯のみ区間運行、非電化 |                 |             |               |               |                                                               | |
| 5                                  | 52.4            |             |               |               | ◆                                                             | キャピタル (Capitol)                                                                                            |
| 5                                  | 55.7            |             |               |               | ◆                                                             | ブロッサムヒル (Blossom Hill)                                                                                   |
| 6                                  | 67.5            |             |               |               | ◆                                                             | モーガンヒル (Morgan Hill)                                                                                      |
| 6                                  | 71.2            |             |               |               | ◆                                                             | サンマーティン (San Martin)                                                                                     |
| 6                                  | 77.4            |             |               |               | ◆                                                             | ギルロイ (Gilroy)                                                                                               |

## 運行
サンノゼ以南は週末の運行はなく、平日も通勤時間帯以外は1時間に1本程度と頻繁な運行ではないが、サンフランシスコジャイアンツのナイトゲームが行われるときは試合終了後に球場から出てきた観客が乗車できるまで最終列車の出発を待つ、サンフランシスコのチャイナタウンの旧正月パレードの行われる夜には最終列車を増発する、ギルロイのガーリックフェスティバルのために週末の臨時列車を運行するなど、地域社会の需要に沿うための努力が続けられている。

## 車輌

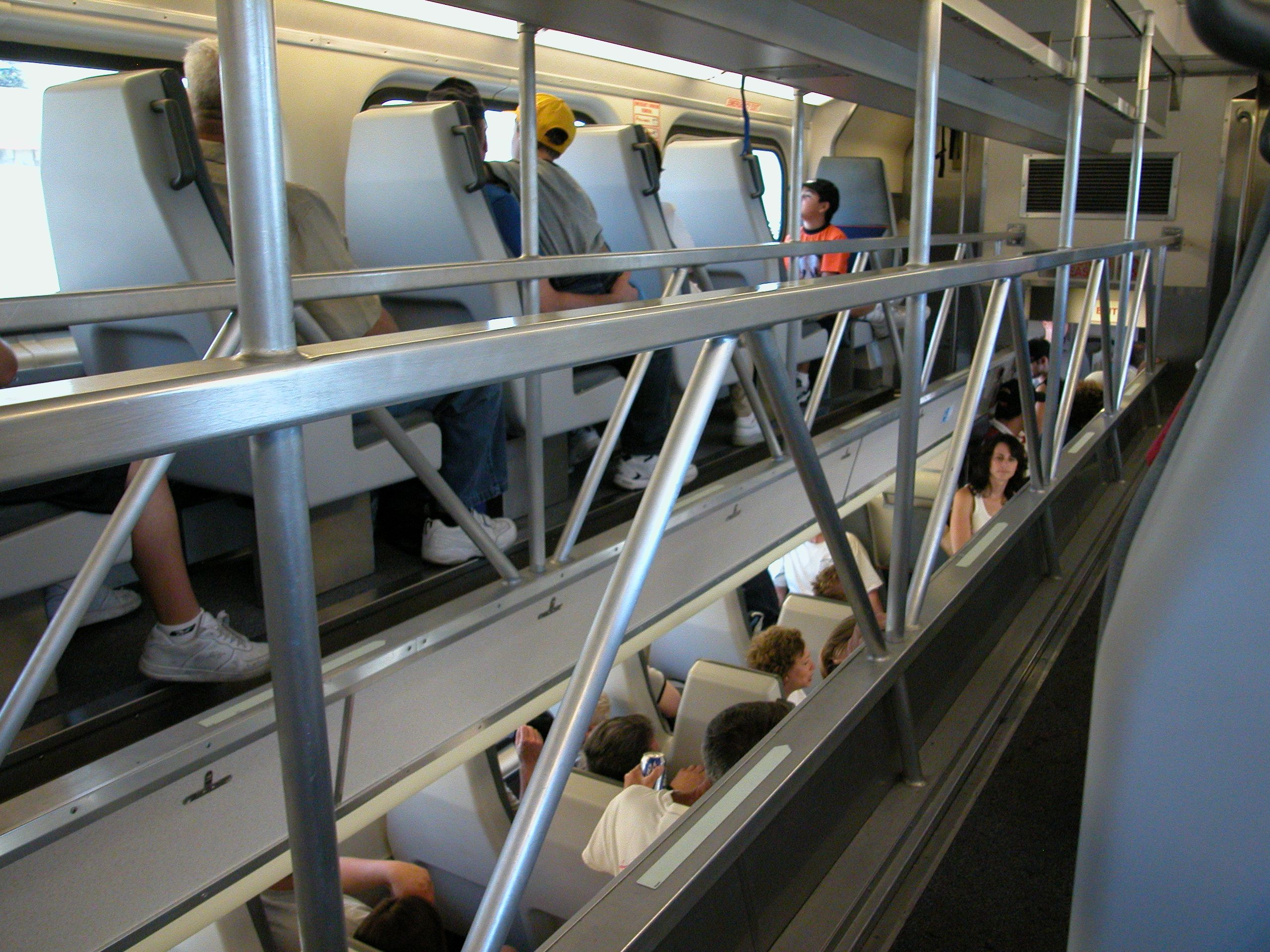
日本車輌製造製客車の車内

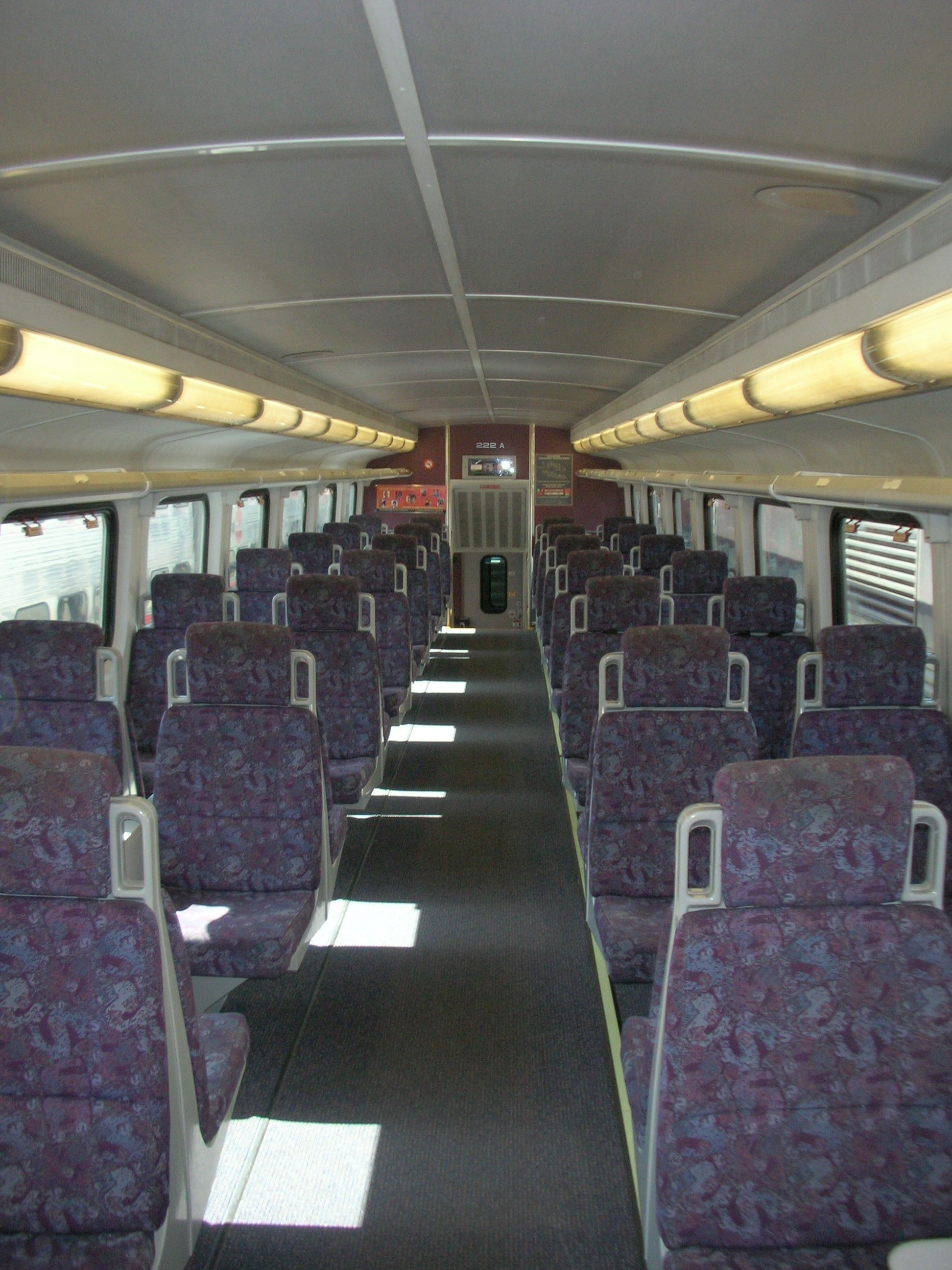
急行用のボンバルディア製客車の車内

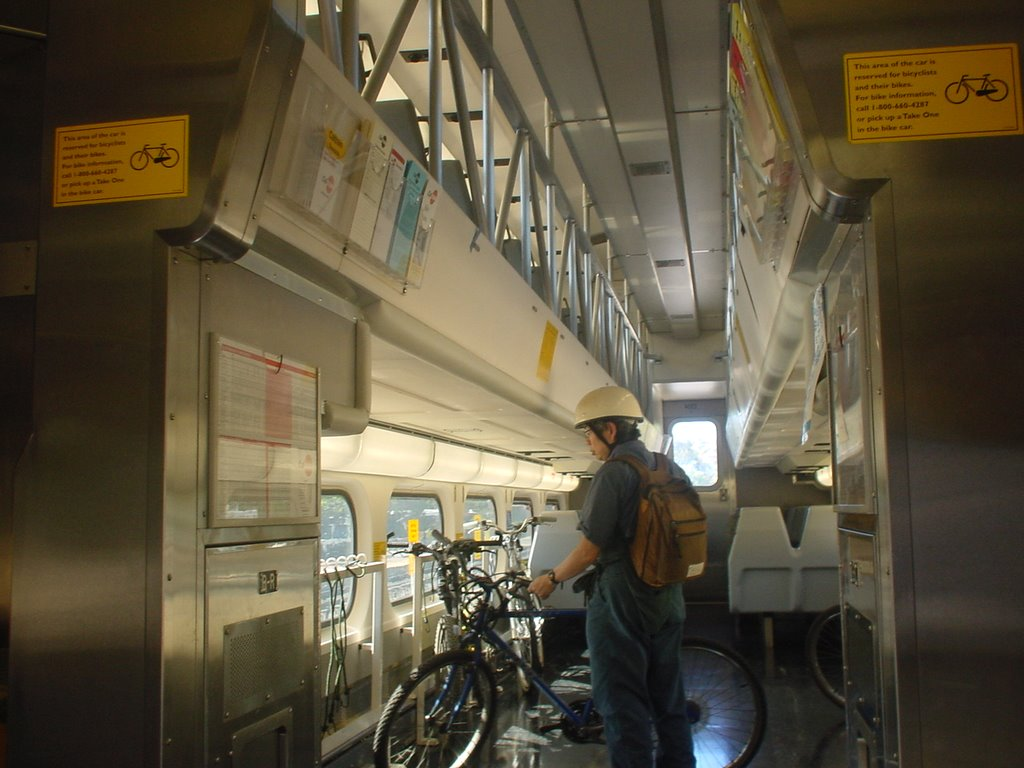
日本車輌製造製客車内の自転車収納設備

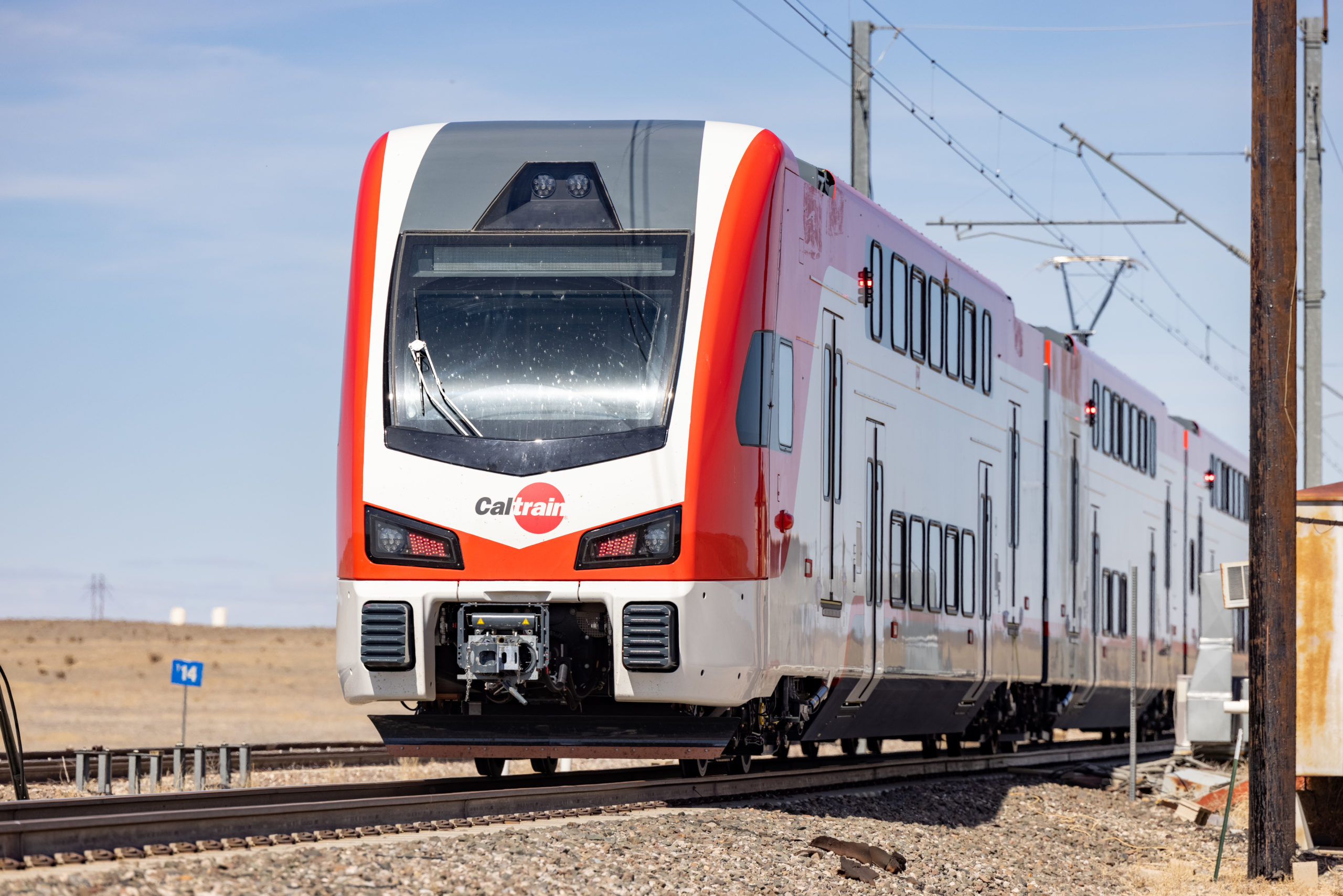
2024年より運行開始予定のシュタッドラー・レールKISS

主に各駅停車として使用されている客車はいずれも日本車輌製造製（名称はギャラリーカー）である（組立てはゼネラルエレクトリック）。ドア上部には日本車輌製造のロゴと、製造年が表示されていることが確認できる。急行の客車はボンバルディア製(名称はバイレベル・コーチ)である。ただし、2007年9月現在、種別にかかわらず各停用、急行用の客車が混用されていることが確認されている（混結は行っていない）。
2024年9月に実施されたダイヤ改正以降、サンフランシスコ - サンノゼ間の電化区間の運用は全てシュタッドラー・レールの2階建て電車のKISSによる運行に置き換わった。これに伴い、日本車輛製造製のギャラリーカーとディーゼル機関車のF40PH形（F40PH-2、F40PH-2-CAT、F40PH-2C）は営業運転を終了し、大半の車両はペルーの首都・リマの近郊鉄道へ譲渡される事になっている。一方で、ボンバルディア製のバイレベル・コーチとディーゼル機関車のMP36形（MP36PH-3C）については非電化のまま残存するサンノゼ - ギルロイ間で継続して営業運転を実施する事になっている。

### 車内・設備
カルトレインの車内は、日中は人は少ないが、朝夕に通勤はラッシュになりたくさんの人が利用するので賑わう（ただし、ほとんどの乗客は座席を確保でき、立っている乗客は少ない）。1990年代後半に座席は総入れ替え改装が施され、一世代前のものより格段と座り心地が上昇した。また、車内での揺れも比較的少ない。2階席では1階席よりも高い位置から景色を眺めることができる。
乗降ドアが各車両片面1台（日本車両製）または2台（ボンバルディア製）であること、各編成の少なくとも1両は車椅子用スペースがある（乗降時には各駅に備えられた手動の専用昇降機を車掌が操作する）など、日本の通勤用鉄道車両とはだいぶ趣きが違う。
カルトレインの各列車には自転車収納スペースを持つ車両が2両連結されている。日本車両製ギャラリーカーは80台、ボンバルディア・バイレベル・コーチは48台の自転車を収容可能である。